# Yasutaka Komiya
Yasutaka Komiya (小宮 康孝, Komiya Yasutaka), né le 12 novembre 1925 à Asakusa (arrondissement Taitō de Tokyo) et mort le 24 octobre 2017, est un teinturier et artisan d'art japonais. Le 26 avril 1978 il est désigné Trésor national vivant du Japon pour son apport important au patrimoine culturel immatériel avec sa « teinture au modèle d'Edo »(江戸小紋, Edo Komon).

## Biographie
Yasutaka est formé par son père Kosuke à l'art de la teinturerie. En étudiant et en recueillant d'anciens katagami (pochoirs), il fait revivre la technique de production des modèles d'Edo.
Il réside et travaille à Tokyo où il a formé son fils Yasumasa (né en 1956),.
Il meurt le 24 octobre 2017 d’une pneumonie, à 91 ans.

## Source de la traduction
- (de) Cet article est partiellement ou en totalité issu de l’article de Wikipédia en allemand intitulé « Komiya Yasutaka » (voir la liste des auteurs).